# Henryk Gustaw Lauer
Henryk Lauer ps. „Ernest Brand” (ur. 28 grudnia 1890 w Warszawie, zm. 21 sierpnia 1937 w Moskwie) – doktor matematyki, działacz komunistyczny, publicysta. Członek Komitetu Centralnego KPRP (1920–1922) i KPP (1925–1929). Jeden z przywódców frakcji większościowców w KPP.

## Życiorys
Urodził się w rodzinie żydowskiej, jako syn właściciela kantoru Bernarda (Berischa) i Reginy z Eisenmannów. Był uczestnikiem strajku szkolnego w Warszawie w czasie rewolucji 1905 roku. W latach 1908–1910 studiował matematykę na Politechnice w Zurychu, a 1910–1912 w Paryżu na Sorbonie. W 1914 powrócił do Zurychu, gdzie w 1918 uzyskał doktorat z matematyki. W 1911 poznał Lenina.
Lauer był działaczem Socjalistycznego Zrzeszenia Młodzieży Studenckiej. I wojnę światową spędził w Szwajcarii, gdzie poznał Adolfa Warskiego, Marię Koszutską, Karola Radka, Maksymiliana Horwitza i Pawła Lewinsona, którzy wywarli duży wpływ na jego poglądy. W 1918 wstąpił do Socjaldemokratycznej Partii Szwajcarii.
W 1919 powrócił do Polski, w Warszawie wstąpił do KPRP/KPP. Był autorem projektu tez politycznych na I Konferencję Partyjną KPRP w maju 1920, gdzie został wybrany na członka Komitetu Centralnego KPRP, którym pozostawał do 1922. W lutym 1921 roku na II Konferencji KPRP wybrany został w skład Biura Politycznego partii oraz kierownikiem pracy Sekretariatu KC KPRP i Centralnej Redakcji Partyjnej, a latem tego samego roku delegatem KPRP na III Kongres Kominternu. W styczniu 1922 został aresztowany (skazany na 7 lat więzienia), do marca 1923 więziony na Pawiaku i w więzieniu mokotowskim, podczas odbywania kary był starostą komuny więziennej i tłumaczył I tom „Kapitału” Marksa.
W marcu 1923 na mocy układu o wymianie więźniów politycznych między Polską a ZSRR wyjechał wraz z 23 innymi komunistami do ZSRR.  W tym okresie był jednym z głównych ideologów "większości" w partii. W czerwcu 1923 brał udział w Rozszerzonym Plenum Komitetu Wykonawczego Kominternu, we wrześniu–październiku 1923 w II Zjeździe KPRP w Bolszewie pod Moskwą. Jego kandydatura do władz partii nie uzyskała poparcia wymaganej wiekszości delegatów. Od 1924 był zastępcą przedstawiciela KPRP przy Komitecie Wykonawczym Kominternu (IKKI) i członkiem Biura Zagranicznego KPRP, a od 1924 równolegle członkiem RKP(b), później WKP(b). W grudniu 1925 brał udział w IV Konferencji Partyjnej KPP. Wówczas ponownie został wybrany w skład KC KPP. W 1926 wraz z Marią Koszutską ogłosił „Tezy o sytuacji w Polsce”.  Brał udział w IV Zjeździe KPP wiosną–latem 1927, na którym wygłosił referat „Dziesięciolecie rewolucji listopadowej i kwestia budownictwa socjalistycznego w ZSRR” i został redaktorem „Nowego Przeglądu”. Latem 1928 uczestniczył w VI Kongresie Kominternu.
W czerwcu 1929 na VI Plenum KC KPP został potępiony wraz z Adolfem Warszawskim-Warskim i Marią Koszutską-Werą Kostrzewą i usunięty z KC, władzę w partii przejęła frakcja mniejszości na czele z Julianem Leszczyńskim Leńskim. Odsunięty od pracy w KPP, do 1931 pracował w Najwyższej Radzie Gospodarki Narodowej ZSRR. W latach 1931–1937 był członkiem Prezydium Gosplanu ZSRR, naczelnikiem wydziału przemysłu górniczego i metalurgicznego Gosplanu, współpracownikiem Jurija Piatakowa.
W okresie „wielkiej czystki” 22 maja 1937 został aresztowany przez NKWD. 21 sierpnia 1937 skazany przez Kolegium Wojskowe Sądu Najwyższego ZSRR na karę śmierci z zarzutu o szpiegostwo, szkodnictwo i udział w organizacji szpiegowskiej POW. Rozstrzelany został tego samego dnia. Ciało skremowano w krematorium na Cmentarzu Dońskim, prochy pochowano anonimowo.
Zrehabilitowany 14 maja 1955 postanowieniem Kolegium Wojskowego SN ZSRR.
W 1936 odznaczony Orderem Czerwonego Sztandaru Pracy.
Jego żoną była Margerita Osipowna Cederbaum (ur. 1889), siostra Julija Martowa.